# Chase (Alaska)
Chase es un lugar designado por el censo del borough de Matanuska-Susitna, Alaska, Estados Unidos. Según el censo de 2020, tiene una población de 19 habitantes.
En los Estados Unidos, un lugar designado por el censo (traducción literal de la frase en inglés census-designated place, CDP) es una región identificada por la Oficina del Censo exclusivamente para fines estadísticos.

## Demografía
Según el censo de 2020, el 78.95% de los habitantes son blancos, el 5.26% es nativo de Alaska, el 10.53% son de otras razas y el 5.26% es de una mezcla de razas. Del total de la población, el 10.53% son hispanos o latinos de cualquier raza.

## Localidades adyacentes
El siguiente diagrama muestra a las localidades más próximas a Chase.